# پنجاب شرقی
پنجاب شرقی از سال ۱۳۲۵ تا ۱۳۲۷ خورشیدی یکی از استان های هند بود.پنجاب شرقی شامل بخش‌هایی از استان پنجاب بود که پس از تقسیم این استان بین قلمروهای جدید پاکستان و اتحادیه هند توسط کمیسیون رادکلیف در سال ۱۳۲۵ خورشیدی،در هند باقی ماند.